# Øster Doense
Øster Doense – miasto w Danii, w regionie Jutlandia Północna, w gminie Mariagerfjord.